# Рош (лунный кратер)
Кратер Рош (лат. Roche), не путать с кратером Рош на Фобосе, — большой древний ударный кратер в южном полушарии обратной стороны Луны. Название присвоено в честь французского астронома, математика Эдуарда Альбера Роша (1820—1883) и утверждено Международным астрономическим союзом в 1970 г. Образование кратера относится к нектарскому периоду.

## Описание кратера
Ближайшими соседями кратера являются кратер Росселанд на западе; кратер Этвёш на севере; кратер Рамзей на востоке-северо-востоке; кратер Райдер на востоке-юго-востоке; кратер Паули перекрывающий южную часть кратера Рош и кратер Козырев на юго-западе. Селенографические координаты центра кратера 42°22′ ю. ш. 136°32′ в. д. / 42,37° ю. ш. 136,54° в. д., диаметр 152,7 км, глубина 3 км.
Кратер Рош имеет полигональную форму и значительно разрушен за длительное время своего существования. Вал сглажен и отмечен по всему периметру мелкими кратерами. Внутренний склон неравномерный по ширине, северо-восточная часть внутреннего склона отмечена сателлитным кратером Рош B. Дно чаши относительно ровное, южная часть чаши перекрыта кратером Паули. В центре чаши и в северной части внутреннего склона вала расположены скопления мелких кратеров. Чаша кратера отмечена светлыми лучами от кратера Райдер. В северной части расположены области с низким альбедо видимо затопленные темной базальтовой лавой. Возможно эти области значительно больше по размеру, но частично перекрыты породами с высоким альбедо от кратера Райдер.

## Сателлитные кратеры
| Рош | Координаты                                              | Диаметр, км |
| --- | ------------------------------------------------------- | ----------- |
| B   | 40°35′ ю. ш. 137°47′ в. д. / 40,58° ю. ш. 137,79° в. д. | 21,9        |
| C   | 39°08′ ю. ш. 139°53′ в. д. / 39,13° ю. ш. 139,89° в. д. | 17,0        |
| V   | 38°59′ ю. ш. 129°59′ в. д. / 38,98° ю. ш. 129,99° в. д. | 27,8        |
| W   | 39°16′ ю. ш. 131°16′ в. д. / 39,26° ю. ш. 131,26° в. д. | 20,8        |

- Сателлитный кратер Рош U в 1994 г. переименован Международным астрономическим союзом в кратер Росселанд.